# Рюттенен
Рюттенен (нем. Rüttenen, алем. нем. Rüttene) — коммуна в Швейцарии, в кантоне Золотурн.
Входит в состав округа Леберн. Население составляет 1392 человека (на 31 декабря 2007 года). Официальный код — 2555.